# Zanstra (cràter)
Zanstra és un cràter d'impacte localitzat a la cara oculta de la Lluna. Es troba al sud-est del parell de cràters format per Ibn Firnas i King, al sud-oest de Morozov i al nord-oest de Gregory.

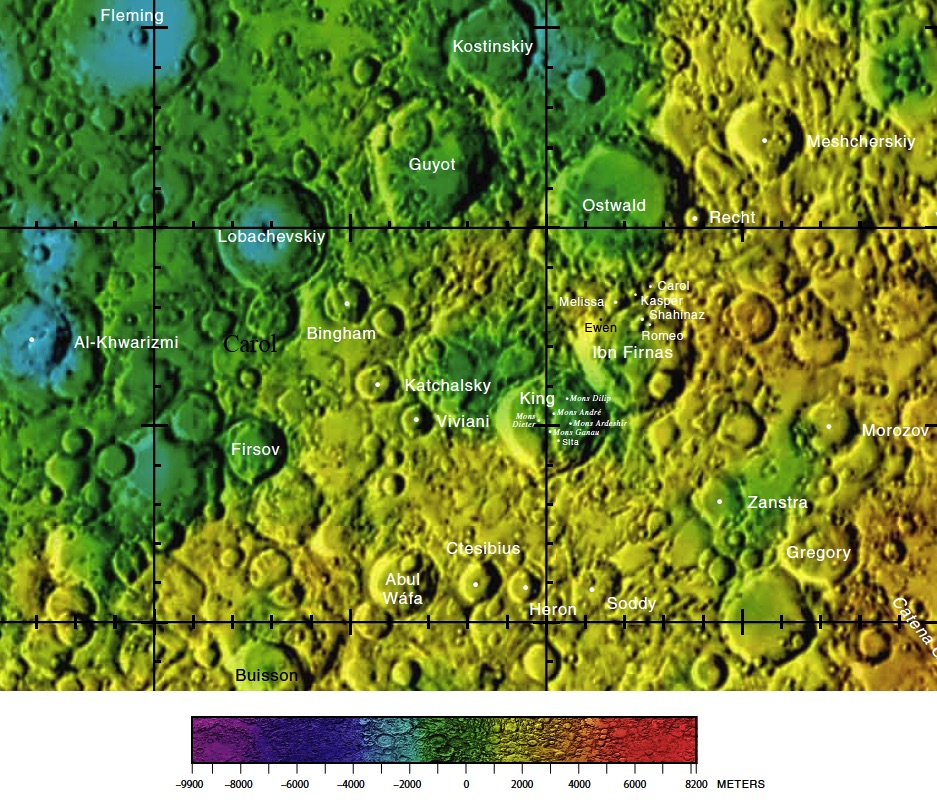
Localització de Zanstra (a prop del centre del quadrant inferior dret de la imatge)
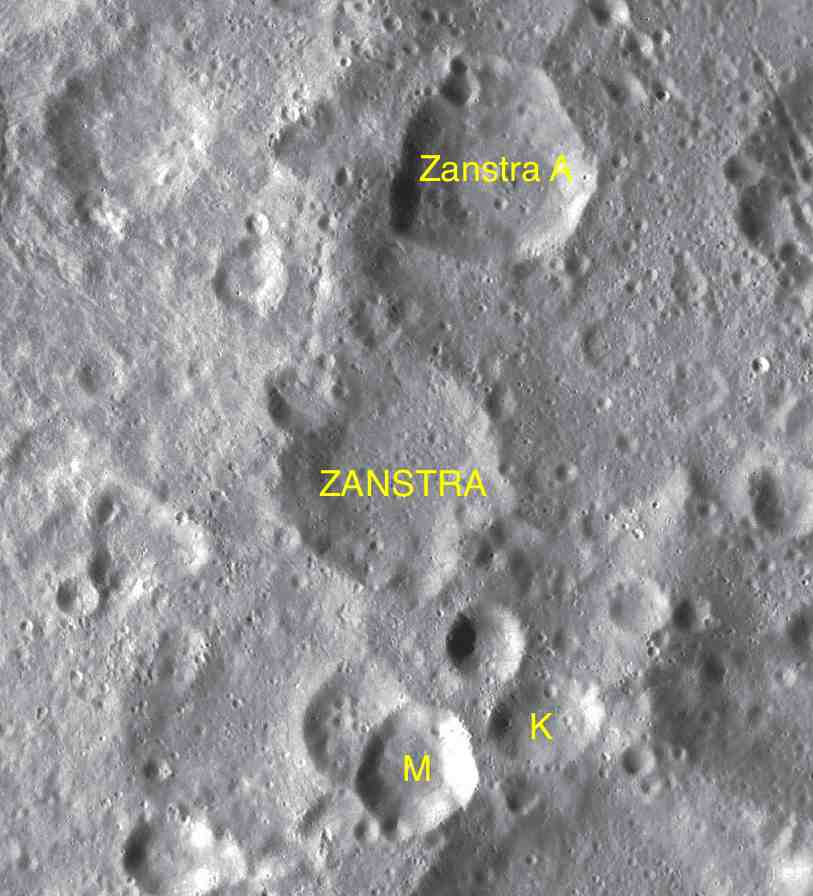
Cràters satèl·lits
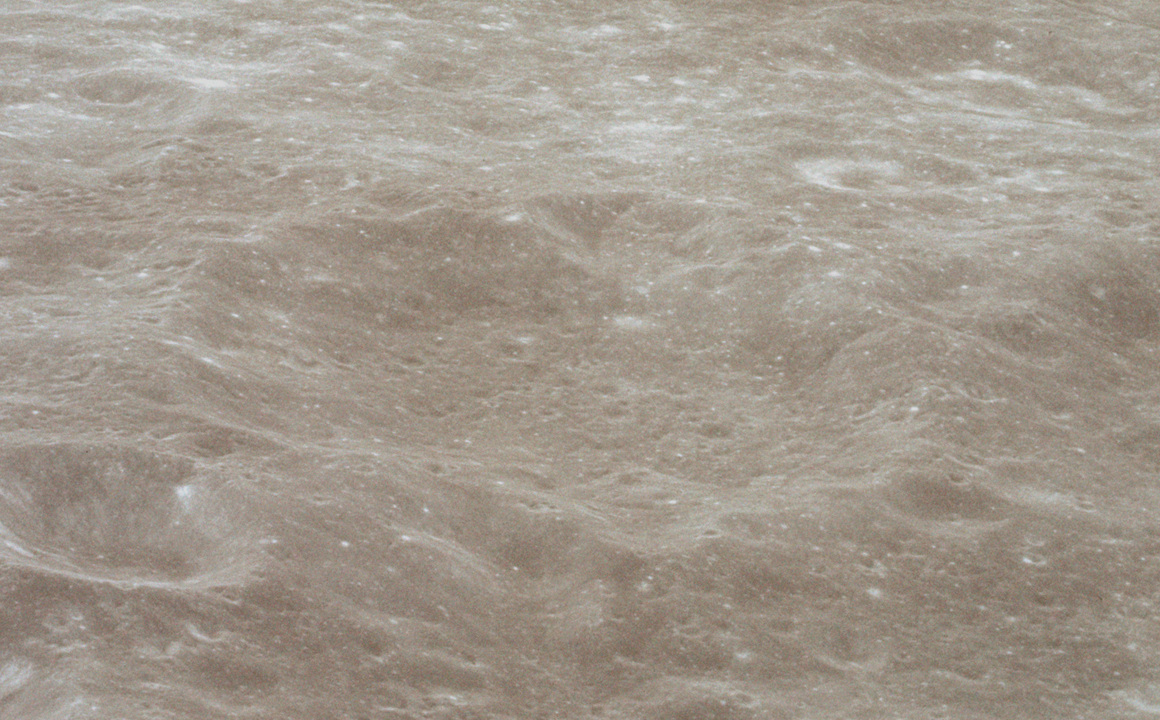
Vista obliqua mirant cap a nord-oest des de l'Apollo 17

És una formació baixa i erosionada, difícil de distingir del seu entorn. El sòl interior és pla, sense trets particulars destacables.
Porta el nom de l'astrònom holandès Herman Zanstra.

## Cràters satèl·lits
Per convenció aquests elements són identificats en els mapes lunars posant la lletra en el costat del punt central del cràter que està més proper a Zanstra.
| Zanstra | Coordenades                          | Diàmetre |
| ------- | ------------------------------------ | -------- |
| A       | 4° 30′ N, 125° 12′ E / 4.5°N,125.2°E | 36 km    |
| K       | 2° 00′ N, 125° 12′ E / 2.0°N,125.2°E | 14 km    |
| M       | 1° 06′ N, 125° 00′ E / 1.1°N,125.0°E | 23 km    |